# Любецкий, Лев Григорьевич
Лев Григо́рьевич Любе́цкий (5 апреля 1920, Севастополь — 21 июня 2000, Москва) — советский и российский актёр. Заслуженный артист РСФСР (1979). Народный артист Российской Федерации (1995).

## Биография
Лев Любецкий родился 5 апреля 1920 года в Севастополе. 
В 1941 году окончил Крымское театральное училище. Участник Великой Отечественной войны.
С 1946 по 1956 год — актёр театров разных городов. С 1956 по 1967 год — актёр Центрального театра Советской Армии. С 1967 года — актёр Московского театра имени М. Н. Ермоловой. За годы работы в Ермоловском театре им было сыграно более 100 ролей.
Скончался 21 июня 2000 года. Похоронен на Кузьминском кладбище.

## Фильмография

### Роли в фильмах
- 1963 — Гусарская баллада — губернатор
- 1964 — Живые и мёртвые — батальонный комиссар Сергей Николаевич Шмаков
- 1964 — Хотите — верьте, хотите — нет… — папаша возле роддома
- 1967 — Дай лапу, Друг! — участковый милиционер
- 1971 — Собака Баскервилей — Кэбмен
- 1972 — Земля, до востребования
- 1973 — Мегрэ и человек на скамейке — Судья
- 1976 — В одном микрорайоне — Григорий, парикмахер
- 1992 — Аляска, сэр! — комиссар
- 1996 — Научная секция пилотов — эпизод

### Озвучивание мультфильмов
- 1961 — Мультипликационный Крокодил № 6 — Крокодил
- 1966 — Главный Звёздный
- 1966 — Мой зелёный крокодил
- 1967 — Гора динозавров
- 1969 — Маугли — Акела
- 1971 — Самый младший дождик
- 1974 — Загадочная планета — Маг Мрак — злой волшебник
- 1975 — Весёлая карусель № 7. Бегемотик — читает текст
- 1976 — Зеркало времени — Папа
- 1977 — Тайна запечного сверчка
- 1983 — Лебеди